# Waśkowo (wołost Samołukowskaja)
Waśkowo (ros. Васьково) – wieś (ros. деревня, trb. dieriewnia) w zachodniej Rosji, w wołoscie Samołukowskaja (osiedle wiejskie) rejonu łokniańskiego w obwodzie pskowskim.

## Geografia
Miejscowość położona jest 4,5 km od drogi regionalnej A-122, 9 km od centrum administracyjnego osiedla wiejskiego (Baszowo), 12 km od centrum administracyjnego rejonu (Łoknia), 162 km od stolicy obwodu (Psków).

## Demografia
W 2010 r. miejscowość nie posiadała mieszkańców.